# Улановська Надія Марківна
Надія (Естер) Марківна Улановська (уроджена Фрідгант, 1903–1986) — радянська розвідниця, перекладачка, викладачка англійської мови. Дружина Олександра Улановського, мати Майї Улановської.

## Біографія
Народилася Естер Фрідгант 1903 року в містечку Бершадь в єврейській родині. Її батько був дрібним торговцем, дід — Нухим Фрідгант — рабином Бершаді та, за сімейними переказами, нащадком хасидського цадика Рефула (Фрідганта) з Бершаді. Навчалася в приватній школі, потім в сільському училищі.
У 1917 році після Лютневої революції переїхала з батьками до Одеси, де навчалася в 7-му класі безкоштовної гімназії товариства «Просвіта». Після Жовтневого перевороту вступила до Молодого революційного інтернаціоналу, вважала себе анархісткою, змінила ім'я Естер на партійну кличку Надія.
Під час Громадянської війни в 1918—1919 роках брала участь в прарадянському підпіллі в Одесі, розповсюджувала листівки. В цей час вона познайомилася з майбутнім чоловіком Олександром Улановським. На початку 1919 року увійшла до партизанського загону під Одесою. Потім опинилася відрізана від партизанського загону і повернулася до Одеси, продовжувала поширювати листівки. Під час втечі прихильників царської влади з Одеси в квітні 1919 року брала участь у занятті поліцейської дільниці. Згодом працювала разом з О. Улановським у складі комісії виконкому з вилучення надлишків.
Перед повторним заняттям білогвардійськими силами Одеси в серпні 1919 році евакуювалася разом з чоловіком, проживала у Миколаєві, потім повернулася до Одеси. У 1921 році разом з Олександром Улановським відвідала Німеччину за ініціативою ВЧК.
У 1922 році переїхала до Москви, в 1923 році працювала разом з чоловіком у Гамбурзі під ім'ям Марії Андріївни Сорокіної по лінії Профінтерна, потім працювала з ним в апараті Профінтерна в Москві.
У 1928 році разом з чоловіком вступила на службу у військову розвідку, разом з чоловіком і Ріхардом Зорге працювала в Шанхаї під ім'ям судетської німкені Кіршнер як радистка.
У 1930—1931 роках разом з чоловіком жила певний час у Берліні, Парижі, потім вони перебралися до США з канадським паспортом на ім'я подружжя Гольдман. Проживали там під ім'ям подружжя Журатович, займаючись розвідувальною роботою.
У 1932—1941 роках навчалася в Москві в Інституті іноземних мов, працювала викладачкою англійської мови в військовій академії імені М. В. Фрунзе.
Під час німецько-радянської війни співпрацювала з іноземними кореспондентами при наркоматі закордонних справ.
У 1947 році викладала англійську мову в Інституті міжнародних відносин, у грудні 1947 року була звільнена у зв'язку з підготовкою до її арешту.
У лютому 1948 році була заарештована за звинуваченням у зраді Батьківщині за передачу відомостей для виданої в США в 1947 році книги «Кімната на трасі» австралійця Годфрі Бландена, який працював кореспондентом у СРСР. Вона організувала для нього під час війни зустріч з жінкою, у якої були репресовані чоловік і син, ця жінка в 1947 році також була заарештована.
Надію Улановську засуджено Особливою нарадою при МДБ до 15 років таборів. Відбувала термін у Річному таборі, потім у Дубровлагу. У 1956 році звинувачення було перекваліфіковано на «розголошення службової таємниці», а термін скорочено до відбутого і Улановська була звільнена.
У 1973 році емігрувала до Ізраїлю слідом за родиною дочки. У 1982 році видала у США разом з донькою мемуарну книгу «Історія однієї сім'ї».

## Родина
- Чоловік — розвідник Олександр Петрович Улановський.
  - Дочка — Майя Олександрівна Улановська, перекладачка, була одружена з істориком літератури, перекладачем Анатолієм Якобсоном.
    - Онук — Олександр Якобсон, ізраїльський історик, публіцист і політик.

  - Дочка — Ірина Олександрівна Улановська (1937—1961), перша дружина поета Олександра Тимофіївського[2].
    - Онук — Олександр Тимофіївський-молодший (1958—2020), кінокритик і журналіст.
- Брат — Борис Юхимович (Бер Хайкелевич) Улановський (12 жовтня 1906, Кишинів — ?), у РККА з 1927 року, полковник, під час німецько-радянської війни — командир 526-го стрілецького полку в складі 89-ї Таманської Червонопрапорної ордена Червоної Зірки стрілецької дивізії; 22 квітня 1945 року був представлений до звання Героя Радянського Союзу[3].